# ヴィルゴ水道
ウィルゴ水道 (ヴィルゴすいどう、ラテン語: Aqua Virgo) は、古代のローマに水を供給していた11本あるローマ水道の1つ。ローマ帝国の滅亡と共に使われなくなったが、約1000年後のルネサンス期に完全に再建され、アックア・ヴェルジネ (Acqua Vergine) となった。ヴィルゴ水道の一部は今でも使われている。 

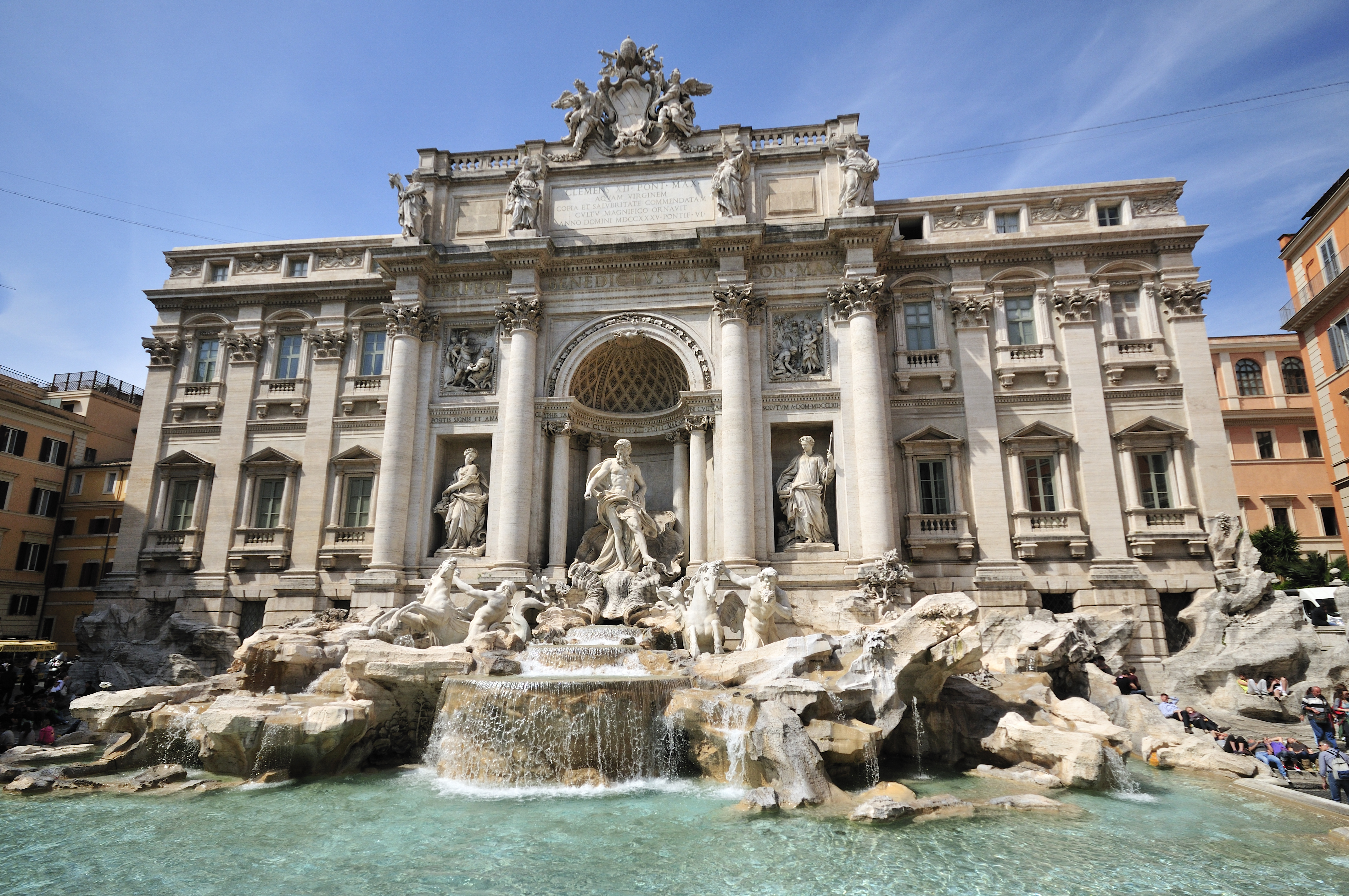
ヴィルゴ水道の終端施設、トレヴィの泉

## 概要
マルクス・ウィプサニウス・アグリッパが皇帝アウグストゥスの時代の紀元前19年に完成させた。プラエネステ街道から分岐するコッラーティア街道に沿って3kmほど進んだ場所のマイルストーンのあたりに水源がある。フロンティヌスが記録した伝説によると、喉の渇いたローマ兵が若い娘に水をくれと頼んだところ、彼女がその湧水に案内したという。その娘にちなんでウィルゴ水道 (virgo は処女や乙女の意) と名付けられた。
カンプス・マルティウスの中心部まで20km以上の長さがあるが、水路の高低差はわずか4mである。最大で1日に10万立方メートルの水を供給可能だった。水路はそのほとんどが地下水路になっている。プロコピオスによると、537年にゴート族がローマを包囲したとき、ローマに密かに侵入する経路としてこの地下水路を使おうとしたという。
ローマ水道の技術書の著者でありローマ水道長官でもあったフロンティヌスによれば、水道の全長は20.9km（14.105ローマ・マイル）で、そのうち19.0km（12.865ローマ・マイル）は地下の導水渠を、1.8km（1.240ローマ・マイル）は地上の導水渠で構成されていた。地上の導水渠のうち、0.80km（0.540ローマ・マイル）は構造物内に、1.0km（0.700ローマ・マイル）は水道橋上の導水渠を経由していた。また、水量は100,160m3/日（2,504クイナリア）であった。
ローマ帝国の滅亡後水道の役を果たさなくなっていたが、8世紀に教皇ハドリアヌス1世が修理させている。1453年、ニコラウス5世が完全な修復と拡張を行い、アックア・ヴェルジネ (Acqua Vergine) とした。
2007年6月13日、とある車庫の建設中に水路の一部が損傷し、数日間ローマ市内の泉で水が見られない事態が発生した。

## 導水渠の経路

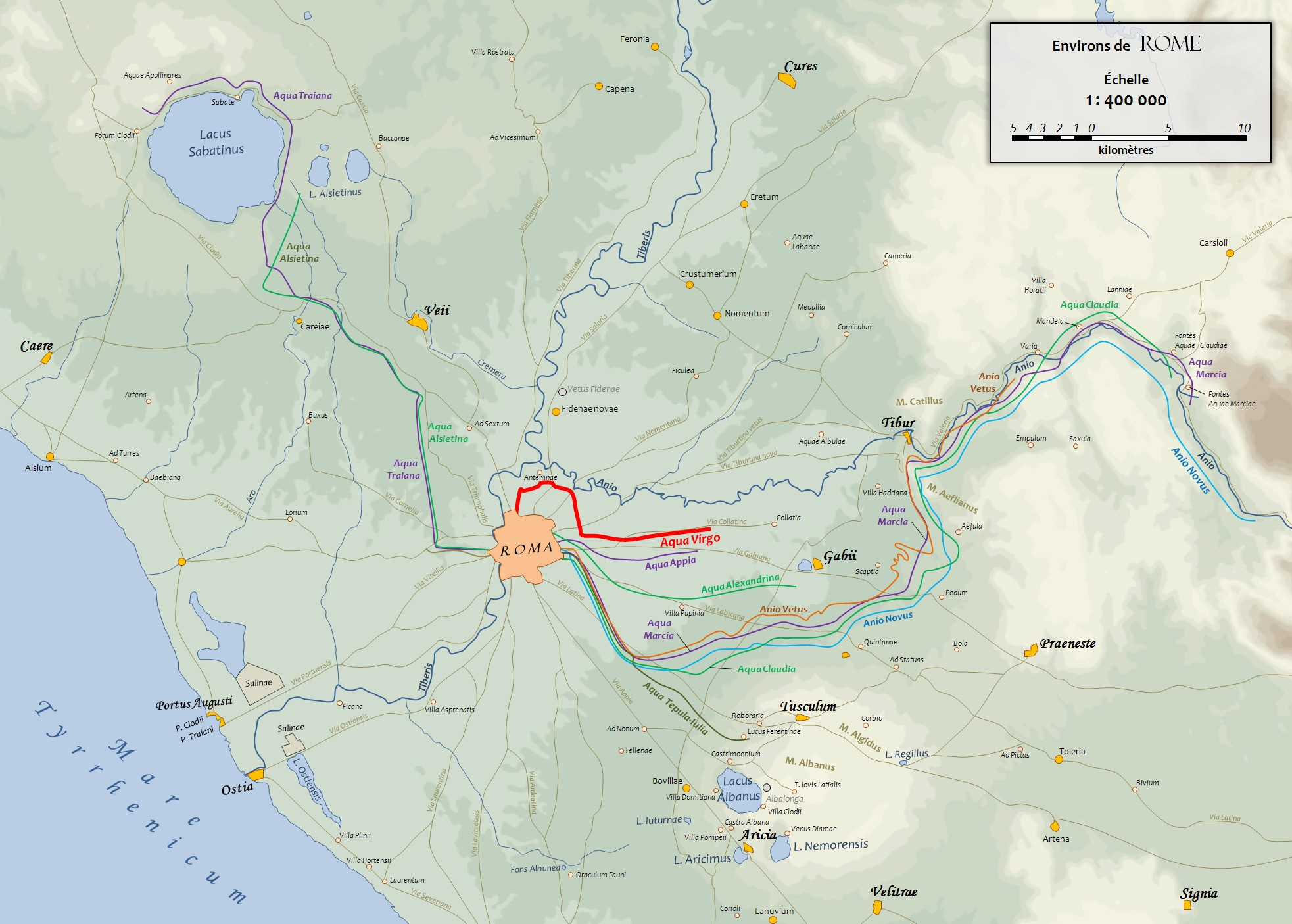
ヴィルゴ水道の水源からの経路（赤線）

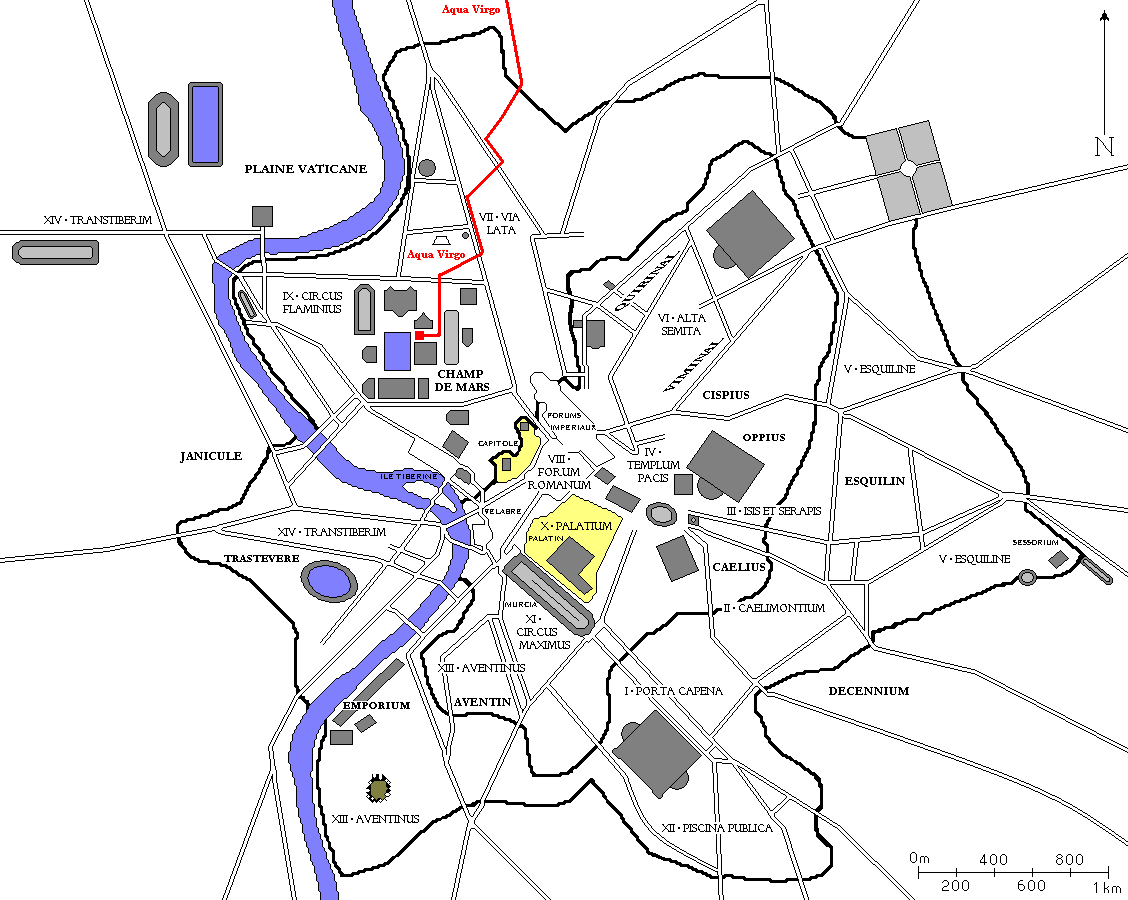
ヴィルゴ水道のローマ市内における経路（赤線）

### 給水先
フロンティヌスによれば、私邸等への給水量が全体に占める割合は少なく、およそ15%であったという。主な給水先はカンプス・マルティウス地区の公共施設であり、その中にはアグリッパ浴場やEuripsと呼ばれた人工河川も含まれていた。
給水先の著名な施設としては次のようなものがある
- アグリッパ浴場
- ネロ浴場